# Porfyrios z Gazy
Porfyrios z Gazy (kolem roku 347 Soluň – 26. února 420 Gaza) byl biskupem města Gazy od roku 395 a je uctíván jako svatý. Všechny dostupné informace o něm pocházejí jen z hagiografie zvané Vita Porphyrii (Život Porfyriův), jež o sobě prohlašuje, že byla sepsána Porfyriovým jáhnem Markem jako přímým svědkem událostí. Vznikla však až po roce 450 a možná teprve v 6. století. Přes toto omezení ji někteří historikové, např. Johannes Hahn, používají jako zdroj pro popis toho, jak se křesťanství ve 4./5. století prosazovalo proti vitálnímu městskému pohanství. Timothy D. Barnes naopak má za to, že Vita Porphyrii je falzifikát, osoba Porfyria je fiktivní a vyobrazený konflikt mezi pohany a křesťany v Gaze odpovídá situaci Justiniánovy éry, tedy době o víc než sto let mladší.
Porfyrios podle Vita Porphyrii pocházel ze Soluně v Řecku a kolem roku 378 se stal poustevníkem v Egyptě. O několik let později se přestěhoval do Palestiny a uchýlil se do jeskyně poblíž řeky Jordán. Jeho pověst svatosti přitáhla pozornost jeruzalémského biskupa, který ho kolem roku 392 vysvětil na kněze. Roku 395 pak byl Porfyrios zvolen biskupem v Gaze. Životopis se soustřeďuje na Porfyriův boj s pohanstvím, které bylo v Gaze stále velmi živé. Konečné vítězství umožnila podpora císaře Theodosia I., na jehož dvůr Porfyrios přijel lobbovat. Císař se nejprve bál proti pohanským měšťanům Gazy zakročit, protože mu město přinášelo značný daňový příjem, nakonec však díky přímluvě císařovny Eudoxie udělil Porfyriovi pravomoc zničit pohanské chrámy ve městě a poskytl potřebnou vojenskou podporu. Na místě zničeného hlavního pohanského chrámu pak byl postaven velký kostel, který sponzorovala a nechala navrhnout císařovna.
Svatý Porfyrios ještě zažil krátké povstání podrobených pohanů, při kterém musel utéct po střechách a jeho sídlo bylo vyrabováno. Zemřel po 25 letech biskupského úřadu 26. února 420.

## Život

### Nástup do funkce biskupa
V pozdním starověku byla Gaza jedním z nejdůležitějších městských center v Palestině s populací odhadovanou na 25 až 30 tisíc lidí. Šlo o římskou kolonii s charakterem řecké polis, ale žili v ní lidé z různých prostředí: Syřané, Egypťané, Židé, Samaritáni a Italikové. Většina této populace byla pohanská, a to tím spíš v okolních městečkách a vesnicích. Maiuma, prosperující přístav Gazy, se počátkem 4. století snažila odtrhnout od Gazy, a aby zdůraznili svou odlišnost, mnozí tamní obyvatelé konvertovali ke křesťanství. Podle jejich přání pak Konstantin Veliký udělil nyní křesťanské Maiumě pod jménem Constantia městská práva. To byla pro pohanskou vyšší třídu Gazy provokace a ekonomická nevýhoda, protože museli při obchodování v Maiumě platit poplatky. Antagonismus mezi křesťany a pohany v oblasti Gazy trval celé 4. století a měl ekonomické, kulturní i sociální aspekty. Pro křesťanství bylo velmi obtížné se v Gaze prosadit. Politika obnovy pohanství, prosazovaná císařem Julianem (361-363), byla vyšší třídou Gazy aktivně podporována. Křesťané byli za Julianových časů mučeni a vražděni. Nešlo však o spontánní pogrom, ale o pomstu lidem, kteří se v minulosti dopustili svatokrádežných činů vůči pohanským svatyním.
Po smrti svého biskupa se malá křesťanská komunita Gazy o asi 280 členech nedokázala dohodnout na jeho nástupci z řad místních duchovních a nezvykle se obrátila na metropolitu v Caesareji Maritimě s žádostí o jmenování cizince. Volba padla na Porfyria, který pocházel ze Soluně a neměl na městskou společnost Gazy žádné rodinné vazby. To ale nebyl jediný důvod, proč se při svém nástupu do úřadu v roce 395 setkal ze strany nekřesťanské většinové společnosti s odmítnutím. Porfyrios strávil několik let v Egyptě a u Jordánu jako mnich – a asketický způsob života se pohanství příčil. Poté Porfyrios udělal kariéru v jeruzalémské císařem sponzorované církevní hierarchii a dosáhl úřadu staurofylax („strážce svatého kříže“). S podporou Caesareje a Jeruzaléma se však ujal episkopátu.
Podle Markova životopisu byla cesta nového biskupa do Gazy strastiplná. Vzhledem k tomu, že vesnice podél cesty byly pohanské, obyvatelé se domluvili a „rozházeli po celé cestě trny a ostré kůly, ... také rozházeli výkaly a zapálili další páchnoucí věci.“
Když Porfyrios nastoupil do úřadu, jih Palestiny zažíval sucho. Hlavní chrám Gazy, Marneion, byl zasvěcen božstvu Marnovi, který byl také uctíván jako „Zeus, Pán deště“. Na základě věštby, kterou dal Marnas, obyvatelé Gazy obvinili ze sucha nového biskupa. V Marneionu byly přinášeny oběti a slaveny liturgie, aby se Marnas obměkčil. Ale nepršelo.
Porfyrios našel v Gaze poměrně skromný kostel a biskupství. Jeho první opatření byla zaměřena na posílení malé a nejisté křesťanské komunity. Praktikování náboženství nebyl problém, ale diskriminace v sociální a ekonomické oblasti ano. Porfyriovi se jako organizátorovi podařilo posílit soudržnost komunity pořádáním častých a dříve neobvyklých liturgických vigilií. Z jeho iniciativy se křesťanské společenství objevovalo na veřejných prostranstvích v propracovaných procesích, což u pohanské strany naráželo na odpor. Na žádost své obce vedl Porfyrios průvod ke hrobům křesťanských mučedníků mimo Gazu a modlil se tam za déšť. Jakmile se průvod vrátil k městské bráně Gazy, začalo podle Vita Porphyrii pršet a pršelo několik dní. V důsledku toho část obyvatel konvertovala ke křesťanství.
Porfyrios Gazský začal přitahovat klienty jako mocný patron. V důsledku toho byly brzy hlášeny konverze ke křesťanství a komunita rostla. Zřejmě existovali křesťané, kteří byli dostatečně bohatí na to, aby mohli kandidovat do městské rady. Johannes Hahn tuší, že zdrojem jejich blahobytu bylo vinařství jižně od Gazy, které provozovali především mniši. Víno z Gazy (Gazeticum) se výhodně prodávalo po celé říši a tento prodej mohl těžit z klášterních a církevních vazeb.

### Ničení pohanských chrámů
V roce 398 byl patriarchou Konstantinopole Jan Zlatoústý. Marek, Porfyriův jáhen, ho požádal, aby získal císařskou podporu pro zničení pohanských chrámů v Gaze. Vyšší třída Gazy dokázala první pokus v tomto směru zmařit tím, že podplatila císařského úředníka, který ho měl uskutečnit. Johannes Hahn poznamenává: „To ukazuje problematické provádění nábožensko-politických směrnic ústředí v Gaze i na jiných místech, což na mnoha místech umožnilo pokračování pohanského kultu.“ To, že Marnova budoucnost v Gaze byla nejistá, však je zřejmé z Jeronýmova dopisu Laetě, napsaného kolem roku 400: „Marnas z Gazy truchlí zavřen a neustále se obává zničení chrámu.“
Porfyriova iniciativa na jednu stranu přivedla do křesťanské komunity v Gaze nové konvertity, na druhou stranu však rostla agresivita nekřesťanské většiny. V této obtížné situaci Porfyrios se svým metropolitou odcestovali do Konstantinopole, prý mezi lety 400 a 402. Jejich lobbing na císařském dvoře je živě popsán ve Vita, i když nelze říct, zda hagiograf mohl čerpat ze znalostí očitého svědka, nebo jen uměl dobře vyprávět. Císař Arcadius prý zpočátku nebyl ochoten nechat pohanské svatyně v Gaze zničit a privilegovat křesťany. Gaza sice byla pohanské město, platila však daně a přinášela bohaté příjmy. Je pravděpodobné, že hlavním motivem císařské politiky byla fiskální stabilita, jíž se náboženské zájmy musely podřídit. Podle Vita Porfyrios navrhl císařovně, která jeho snahu podporovala: „Pokud budeš souhlasit, postupně je budeme omezovat tím, že ctitelům model odebereme... veřejné úřady a nařídíme jim, aby uzavřeli své chrámy a už je nepoužívali.“
Porfyriovým příznivcům se nakonec podařilo císařův názor změnit. Arcadius tak neochotně pověřil vysokého dvorního úředníka, aby v Gaze zničil pohanské svatyně, a poskytl mu vojenský doprovod, aby to mohl prosadit. Provinční správa Syrie Palaestiny byla obejita. Zpráva o císařském rozhodnutí se do Gazy dostala rychleji než úředník z Konstantinopole a jeho vojenský doprovod. Pohanská městská rada kapitulovala. Poměrně početní křesťané, podporovaní svými souvěrci z Maiumy, už ovládli veřejný prostor. První sochy bohů byly zničeny a prominentní pohané byli ohroženi. Když Porfyrios v doprovodu svého metropolity dorazil do Gazy, seběhlo se kolem nich procesí. Části starých elit konvertovaly ke křesťanství; další rodiny městské aristokracie opustily Gazu a přestěhovaly se do sousedních městeček na venkově. Tam, stejně jako v celé jižní Palestině, se křesťanství ještě prakticky neobjevovalo.
Na křižovatce ulic v Gaze stála socha Afrodity, před kterou zejména ženy umisťovaly votivní lampy a pálily kadidlo v naději na harmonické manželství. Jiní obyvatelé však vůči Afroditě chovali zášť, protože zklamala jejich očekávání a její manželství bylo nešťastné. Pro autora Vita byla Afrodita typickým pohanským božstvem, které podle své nálady občas plnilo a jindy mařilo přání svých ctitelů. Právě když Porfyrios a jeho doprovod vstoupili do Gazy, socha Afrodity se (podle Vita) rozpadla na mnoho kusů a zabila dva diváky, kteří se vysmívali křesťanskému průvodu. To bylo interpretováno jako Kristovo vítězství nad Afroditou v jakémsi souboji bohů.

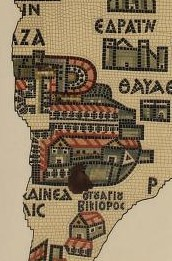
Schéma města Gazy; divadlo vpravo nahoře, dva velké kostely vpravo dole (Madabská mapa)

Vita Porphyrii vyjmenovává šest chrámů, které pak byly zničeny: kromě hlavního městského chrámu zasvěceného Marnovi to byly chrámy Hélia, Afrodity / Aštarty, Apollóna, Kory, Hekaty a městský chrám Týché; také byl zničen heroon. V nejpodrobnějším pozdně antickém popisu ničení chrámů křesťany se čtenář dozví, jak bylo nejprve shromážděno obyvatelstvo a přečten císařský rozkaz. Dav začal být neklidný, ale tváří v tvář armádě nekladl odpor. Pouze kněží Marneionu se zabarikádovali ve svém chrámu a ukryli kultovní předměty v podzemních místnostech, než unikli tajnými východy. Pak začalo spontánní bourání a vypalování chrámů a příležitost k drancování využili i křesťané. Porfyriovi se podařilo nechat Marnův chrám zničit podle svých představ. Proměnil to v náboženský rituál. Na dílo zkázy obec připravil postem, vigiliemi, bohoslužbami a procesím. Tato očista učinila místo chrámu vhodným pro pozdější stavbu hlavního městského kostela. Porfyrios nechal mramorovými deskami z adytonu (vnitřní svatyně) Marneionu vydláždit náměstí; dobře věděl, že každodenní zneucťování tím, že po nich chodí lidé a zvířata, je tvrdou ranou pro uctívače Marny.

### Nadvláda křesťanů
Po zničení chrámů zůstala ve městě armáda, aby v případě potřeby mohla potlačit pohanské nepokoje. Velká část dříve nekřesťanského obyvatelstva nyní usilovala o křest. V křesťanské komunitě Gazy, která do té doby bez odporu následovala svého biskupa, se přijetí těchto nových křesťanů setkalo s odporem; bylo zřejmé, že se nejedná o náboženskou konverzi, ale o oportunismus. Ale Porfyriovi to nevadilo. Pokud lidé, kteří jsou ještě vnitřně spjati s pohanstvím, přijmou křest, mohou se časem přesvědčit o křesťanské víře. Toto Porfyriovo pojetí odporovalo vysokým nárokům kladeným v jeho době na kandidáty křtu. Tomu odpovídá i to, že jeho Vita Porfyria nikdy nevykresluje jako duchovního vůdce či debatéra, který přesvědčuje pohany o pravdě křesťanství, ale spíše jako ničitele chrámů.
Demolice Marnova chrámu zanechala v městském životě prázdnotu. Porfyrios ji zaplnil tím, že nechal na chrámovém pozemku postavit reprezentativní kostel. S výjimkou chrámu Božího hrobu v Jeruzalémě se nedochoval tak podrobný popis plánování žádné církevní stavby v Palestině. Císařovna Eudoxia poslala Porfyriovi dopis obsahující „náčrt svatého chrámu v podobě kříže“ a oznamující dodání vzácných sloupů a mramoru. Porfyrios stavbou pověřil architekta Rufina z Antiochie. Ten „vzal sádru a vyznačil základy svatého chrámu“ podle císařovnina pokynu. Eudoxia poskytla finanční prostředky na velkorysou stavbu a darovala cenné zařízení; hlavní kostel v Gaze, který byl postaven během pěti let, byl proto pojmenován po ní. Porfyrios spojil velkolepé vysvěcení kostela v roce 407 s městskými slavnostmi v tradici předchozích pohanských městských slavností. Velký kostel byl však neúměrný tomu, že křesťané byli v Gaze stále menšinou. Nakonec mezi křesťany a pohany došlo k ozbrojenému konfliktu – ale ne z náboženských důvodů. Napětí vyeskalovalo v důsledku sporu o vlastnictví půdy mezi správcem kostela (oikonomos) a pohanským členem městské rady jménem Sampsychos. Pohané se ozbrojili, zabili sedm křesťanů a pronásledovali biskupa, který uprchl po střechách a musel se skrývat, zatímco jeho oficiální sídlo bylo prohledáno a vydrancováno. Pak se však rebelie zhroutila. Město ovládla armáda, Porfyrios se vrátil a někteří lidé byli usvědčeni ze vzpoury. Pohanská vyšší třída se akce neúčastnila a nová budova kostela neutrpěla žádné škody.
Jeroným zmínil přeměnu Marnova chrámu na kostel ve svém komentáři k Izajášovi napsaném kolem roku 408/410, i když jméno Porfyria z Gazy neuvedl. V seznamu biskupů synody v Lyddě/Diospoli roku 415 jsou dva biskupové jménem Porfyrios. Je možné, že jedním z nich byl Porfyrios z Gazy. O účasti na této synodě se však Vita nezmiňuje. Církevní historik Sozomenós, jehož rodina pocházela z oblasti Gazy, a který měl tudíž mnoho informací o křesťanství v regionu, se o Porfyriovi z Gazy také nezmínil. Kostel zvaný Eudoxiana není z jiných zdrojů znám.
Vita Porphyrii od povstání, které Porfyrios přežil, přeskakuje hned na konec jeho života. Klíčová data jeho životopisu (pokud Porfyrios skutečně existoval) lze vypočítat z data zde uvedeného úmrtí a přesného trvání jeho episkopátu spolu s informací, že mu v době nástupu do úřadu bylo 45 let.
Porfyrios z Gazy je světcem pravoslavné církve. Je patronem kostela sv. Porfyria v Gaze, kde je prý i pohřben. Je také uctíván v římskokatolické církvi; jeho svátek připadá na 26. února.

## Vita Porphyrii
Vita Porphyrii vzbudila zájem badatelů již dávno, protože na jedné straně nabízí zajímavé informace o pozdně antické Gaze, na druhé straně však historické nesrovnalosti zpochybňují její historickou hodnotu. V latinském překladu byla vytištěna v Benátkách roku 1556; tento latinský text se také nachází v edici Patrologia graeca. První vydání řeckého textu bylo publikováno v roce 1874 Morizem Hauptem. Při přípravě kritického vydání řeckého textu Vita Porphyrii (1930) Henri Grégoire rozpoznal, že v předmluvě i v hlavním textu jsou použity úryvky z Theodoretových dějin mnišství; Vita Porphyrii je tedy mladší a musela vzniknout až po roce 444/445.
V roce 1927 byly v menologiu v klášteře Gelati objeveny dvě gruzínské verze Vita Porphyrii. Jedna byla jen překladem shrnutí známého řeckého textu, druhá však nabízí verzi podobnou řeckému Vita, ale přesto svéráznou, vyznačující se stručnějším, střízlivějším stylem. Paul Peeters ji v roce 1941 vydal spolu s latinským překladem. Měl podezření, že jde o překlad syrského originálu do gruzínštiny. Tento ztracený syrský text ještě neobsahoval textové výpůjčky z Theodoreta. Řecký text Vita Porphyrii by tak bylo přepracování ztracené předlohy podobné druhému gruzínskému textu. Záleželo ovšem na tom, zda Vita Porphyrii byla původně napsána řecky nebo v syrštině. V roce 1995 Frank R. Trombley argumentoval pro původně řecký text, který pocházel z počátku 4. století, byl pak přeložena do syrštiny, zkrácen, a poté přeložen do gruzínštiny. Většina badatelů s ním nesouhlasí; Zeev Rubin (1998) i Jeff W. Childers (2001) naopak předložili další argumenty pro to, že Vita byla původně napsaná syrsky.
Rozhodnutí o prioritě řeckého nebo syrského textu ovšem neřeší otázku hodnoty Vita Porphyrii jako historického pramene pro Gazu na konci 4. a na počátku 5. století. Zatímco například Johannes Hahn, Gerard Mussies a Zeev Rubin považují vyprávnění za autentické, Ramsay MacMullen a více pak Timothy D. Barnes to zpochybňují: Vita Porphyrii podle nich nebyla napsána před rokem 550. Barnes argumentuje tím, že detaily stále znovu ukazují na pozdější dobu. Například úřad staurophylaxe, který prý Porfyrios zastával v Jeruzalémě, není ke konci 4. století doložen jinýmí prameny. Porfyrios zažívá v Konstantinopoli procesí, v jehož čele kráčejí mnozí patricii se svícemi v rukou – ale taková patricijská skupina je myslitelná pouze v důsledku změn, kterými tento titul prošel po roce 450. Barnes proto soudí, že Vita Porphyrii je padělek ze 6. století. „Nachází vhodné intelektuální prostředí v době panování Justiniána, který oceňoval fiktivní hagiografie a oslavoval použití císařské moci k vymýcení pohanství.“